# كأس الصومال
كأس الصومال هي أكبر كأس في الشكل بالنسبة للمنافسات الصومالية. بداية الدورة كانت عام 1977.

## الإنجازات حسب النادي
| الناد              | البطل | سنوات تحقيق البطولة |
| ------------------ | ----- | ------------------- |
| نادي هورسيد        | 3     | 1982, 1983, 1987    |
| جينيو يونايتد      | 2     | 1977, 1980          |
| نادي القوة البحرية | 2     | 1979, 1986          |
| نادي بنادير        | 1     | 2012                |
| نادي فاينوس        | 1     | 2010                |
| مادباكادا كارانكا  | 1     | 1981                |
| النادي البترولي    | 1     | 1985                |
| نادي الصحفي        | 1     | 2007                |
| وكسكول مقديشو      | 1     | 1984                |

## وصلات خارجية
- تاريخ البطولة - rsssf.com